# (530664) 2011 SO277
2011 SO277 — троянський астероїд Нептуна. Відкритий на основі даних, отриманих за допомогою космічного телескопа Pan-STARRS-1 (PS1) міжнародною командою астрономів під керівництвом Сін-Вень Ліня (Hsing-Wen Lin) з Інституту астрономії Національного центрального університету Тайваню. Астероїд перебуває в точці Лагранжа L4, тобто рухається майже тією ж орбітою, що й Нептун, але в 60° попереду нього.